# Ferris
Ferris es una villa ubicada en el condado de Hancock en el estado estadounidense de Illinois. En el Censo de 2010 tenía una población de 156 habitantes y una densidad poblacional de 30,62 personas por km².

## Geografía
Ferris se encuentra ubicada en las coordenadas 40°28′10″N 91°10′6″O / 40.46944, -91.16833. Según la Oficina del Censo de los Estados Unidos, Ferris tiene una superficie total de 5.09 km², de la cual 5.09 km² corresponden a tierra firme y (0%) 0 km² es agua.

## Demografía
Según el censo de 2010, había 156 personas residiendo en Ferris. La densidad de población era de 30,62 hab./km². De los 156 habitantes, Ferris estaba compuesto por el 98.72% blancos, el 1.28% eran afroamericanos, el 0% eran amerindios, el 0% eran asiáticos, el 0% eran isleños del Pacífico, el 0% eran de otras razas y el 0% pertenecían a dos o más razas. Del total de la población el 2.56% eran hispanos o latinos de cualquier raza.